# Veritas AG
Die Veritas AG ist ein international tätiges Unternehmen der Automobilzuliefererbranche mit Stammsitz in Gelnhausen im Main-Kinzig-Kreis in Hessen. Das Familienunternehmen beschäftigt heute rund 4.500 Mitarbeiter an 12 Standorten weltweit. Im Jahr 2018 erwirtschaftete die Veritas AG einen Umsatz von rund 538 Millionen Euro.
Am 30. April 2020 meldete das Unternehmen Insolvenz an, nachdem im Januar 2019 bereits ein umfassendes Restrukturierungsprogramm angekündigt wurde.

## Geschichte

### Gründung und Entwicklung bis zum Ende des Zweiten Weltkriegs
Veritas wurde im Jahr 1849 in Berlin als „Berliner Gummiwaarenfabrik“ gegründet und ist heute das älteste kautschukverarbeitende Unternehmen in Deutschland. 1883 firmierte das Unternehmen in eine Aktiengesellschaft um und nannte sich „Berliner Gummiwaarenfabrik AG“.
1886 fusionierte die „Berliner Gummiwarenfabrik AG“ mit der „Frankfurter Gummiwarenfabrik Wendt, Buchholz & Co.“, die ihren Sitz in Gelnhausen hatte. Der Hauptsitz der „Vereinigte Berlin-Frankfurter Gummiwaaren-Fabriken AG“ war Berlin. In Gelnhausen entstand ein Zweigwerk in der Barbarossastraße, das 1899 durch ein Brandunglück zum größten Teil vernichtet wurde.
Im Jahr 1900 brachte das Unternehmen unter dem Markennamen „Veritas“ Automobilreifen auf den Markt. Insbesondere der Spikes-Reifen war im Jahr 1905 als erster mit Metallstiften bestückte Reifen eine Weltneuheit aus dem Werk in Groß-Lichterfelde, damals noch Vorort von Berlin in der Steinstrasse am Teltower See. 1914 unterhielt das Unternehmen zwei Werke in Berlin, eines in Gelnhausen, eines in Dresden sowie eines im damals böhmischen Grottau (heute Hrádek nad Nisou).
Das Unternehmen firmierte 1929 zu Veritas Gummiwerke AG in Berlin und Gelnhausen um.
Im Berliner Werk gelang 1933 in Zusammenarbeit mit dem Versuchslaboratorium der IG-Farben (Leverkusen) die praktische Einführung des synthetischen Kautschuks „Buna“ in die Fertigung. Die erste Innovation mit dem neuen Werkstoff war ein Bremsschlauch für die Deutsche Reichsbahn.
Während der Zeit des Nationalsozialismus wurde das Werk in Grottau verkauft.

Aktie über 1000 RM der Veritas Gummiwerke AG vom November 1943

Während des Zweiten Weltkriegs wurde die Leitung des Unternehmens von Berlin-Lichterfelde 1943 nach Gelnhausen verlegt. So wurde auch das Unternehmensarchiv gerettet, denn nur wenig später wurde das Werk in Berlin-Lichterfelde durch Fliegerangriffe erheblich zerstört. Die Produktionsanlagen in Gelnhausen überstanden den Krieg dagegen fast unversehrt.

### Nachkriegszeit bis Mitte der 1990er Jahre
Zwei Jahre nach Kriegsende wurde auch der Stammsitz der Gesellschaft offiziell von Berlin in das Werk Gelnhausen verlegt. Im Jahr 1955 waren in den Veritas Gummiwerken an den Standorten Berlin und Gelnhausen 700 Betriebsangehörige tätig. Das Unternehmen schloss sich 1957 mit der Poppe GmbH zum Konzernverbund „Poppe Veritas Gruppe“ zusammen.
1978 begann Veritas in Gelnhausen auf einem neu erworbenen Gelände an der Stettiner Straße den Bau neuer Produktionsanlagen. Die Berliner Produktion wurde schrittweise nach Gelnhausen verlegt, 1982 das Werk Berlin-Lichterfelde nach 133 Jahren geschlossen. Am Standort Gelnhausen nahm 1983 eine neue Mischerei die Produktion auf. Seit 2008 werden hier für die gesamte Veritas-Gruppe sowie die Unternehmen des Teilkonzerns Poppe alle Mischungen hergestellt.
Im Jahr 1986 wurde die Ullrich Gummiwerke AG übernommen.
1990 wurde in Gelnhausen mit Unterstützung von Veritas die bundesweit erste staatliche Fachschule für Kautschuk- und Kunststofftechnik in Gelnhausen eingerichtet.
Nach 117 Jahren wurde 1993 das alte Betriebsgelände an der Barbarossastraße geräumt. Im selben Jahr wurde ein Kunststoff-Werk in Rülzheim gekauft.

### Weitere Expansion im In- und Ausland
1995 vollzog sich die Gründung der „Veritas Dunakiliti Kft.“ in Ungarn. In Benshausen bei Suhl wurde 1998 die „Veritas Thüringen GmbH“ gegründet.
1999 änderte das Unternehmen seinen Namen von „Veritas Gummiwerke AG“ in „Veritas AG“. Hergestellt werden Gummiartikel, Kunststoff- und Metallkomponenten für die weltweite Automobilindustrie.
Veritas gründete 1999 die „Automotive Veritas de México S.A. d. C.V“. Im Jahr 2005 wurde im österreichischen Mieders die metallverarbeitende „PS Fertigungstechnik GmbH“ übernommen, 2008 in der Nähe von Istanbul wird mit der „Veritas Otomotiv“ ein weiterer Standort für die Spritztechnik gegründet. 2010 übernahm Veritas die „OGW - Ostsächsische Gummiwerke Polenz GmbH“ in Neustadt in Sachsen. Diese firmiert seit 2012 unter dem Namen Veritas Sachsen GmbH. 2013 folgte die Gründung der „Veritas Automotive d.o.o.“ in Bosnien und Herzegowina.

## Standorte und Produkte

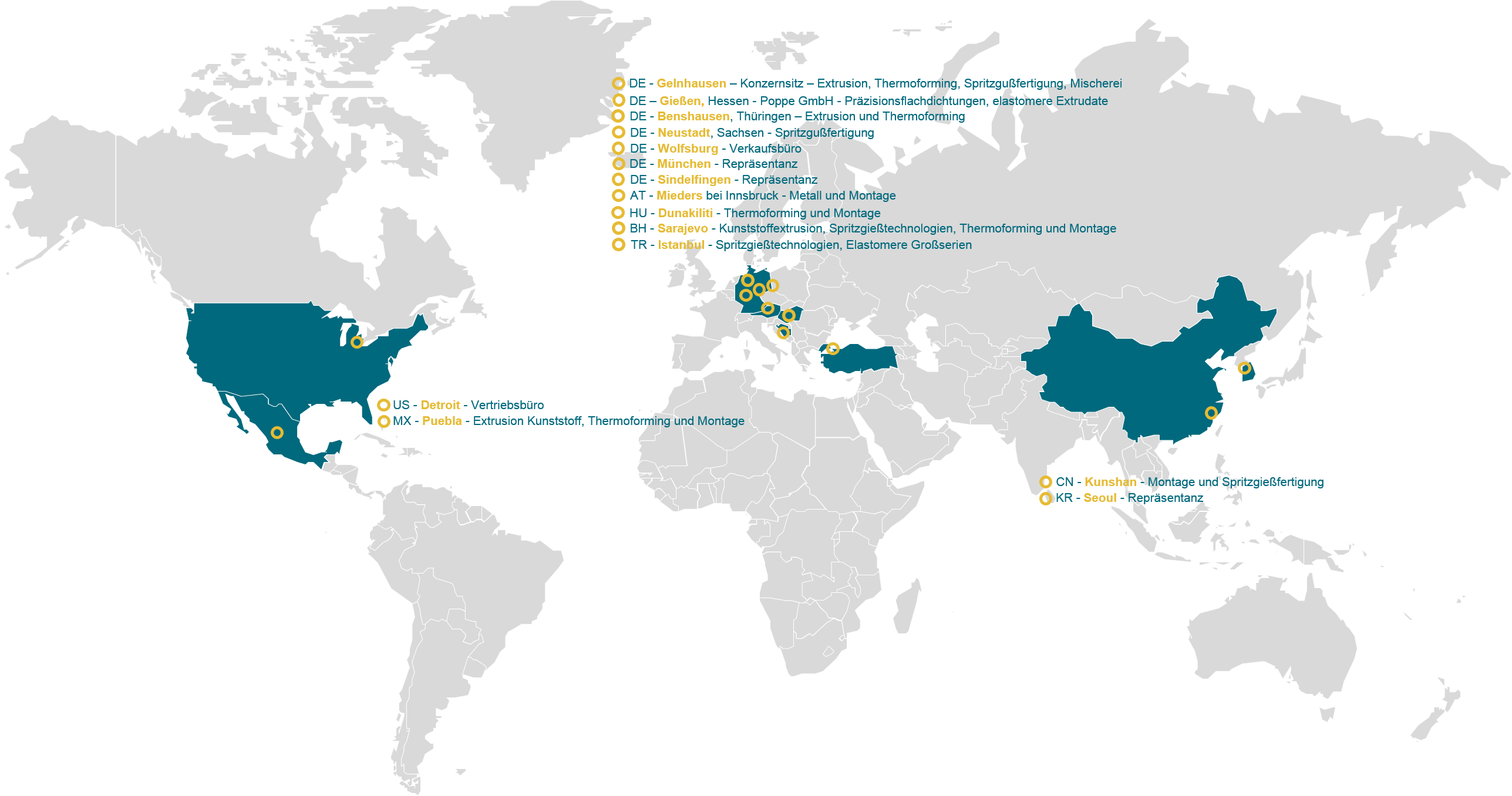
Veritas Standorte

Die Veritas AG ist mit 12 Standorten weltweit vertreten. Produkte werden hergestellt in den Bereichen:
- „Kraftstoff“ (Einfüllsysteme, Niederdruckkraftstoffleitungen, Filtergehäuse, Leckölleitungen, Compressed Natural Gas CNG, Liquefied Petroleum Gas LPG, Brennstoffzellen)
- „Emission“ (Steuerleitungen, Partikelfilter, SCR-Einfüllstutzen (Selektiv Catalytisches Reduktionsverfahren), Selektiv Catalytisches Reduktionsverfahren SCR-Tanks)
- „Motorluft“ (Abgasrückführung, Ladeluft-Luftkühlung, Ladeluft-Wasserkühlung, Luftansaughutzen)
- „Kühlung“ (Wasserkühlung Turbolader, Kühlung Getriebeöl Kunststoff, Kühlung Getriebeöl Metall, Electro Vehicle, Ölkühlung Turbolader)
- „Aerodynamik“ (Luftführung, Windlauf)
- „Special Performance Polymers“ (Abdeckungen & Gehäuse, Zahnriemenrad, Leichtbau)
- „Dichten/Dämpfen“ (Wasserablaufschlauch, Dichtungen, Motorhaubendichtungen, Puffer, Halterungen, Kupplungselemente und Abstandshalter).